# Valg (dokumentarfilm)
|  | Denne artikel er oprettet af botten Steenthbot ud fra en ekstern database. Den kan derfor have sproglige fejl eller mangler. Denne skabelon kan fjernes efter kontrol af indholdet. |

 For alternative betydninger, se Valg (flertydig). (Se også artikler, som begynder med Valg)
Valg er en dansk dokumentarfilm fra 1962 instrueret af Jesper Tvede efter eget manuskript.

## Handling
Mens alle i et lille samfund kunne samles på tingstenene og i fællesskab lægge planer, er det i et stort samfund nødvendigt at vælge nogle betroede mænd og kvinder til lovgivningsarbejdet. I tegnefilmsafsnit behandles valg som princip, og dette efterfølges af en reportage fra folketingsvalget 1960.